# 神社局
神社局（じんじゃきょく）は、1940年（昭和15年）まで存在した内務省の内部部局。神社および神官、神職に関する行政事項をつかさどった。
明治33年4月26日、「神社は国家の宗祀」という明治維新政府の基本方針のもと、内務省社寺局が廃され、国家神道(太政官達などにより国の管理下に置かれた神道の形態)を管理する神社局と、教派神道など、仏教も含めた他の宗教を管理する宗教局に改組された。すなわち、内務省官制を改正し、同省に7局を置き、地方局の前に神社局を加え、社寺局を改めて宗教局とした。
神社局については浄土真宗から批判が出たが、神社局自体はそれほど大規模な組織ではなかった。
局長1人、書記官1人、考証官1人、技師2人、事務官1人、考証官補2人などの職員が置かれた。
1940年（昭和15年）11月9日、神祇院設置に伴い廃止。

## 歴代局長
- 李家裕二：1900年（明治33年）4月27日 - 1901年（明治34年）4月17日
- 桜井勉：1901年（明治34年）4月17日 - 1902年（明治35年）4月14日
- 白仁武：1902年（明治35年）4月14日 - 1904年（明治37年）1月25日
- 水野錬太郎：1904年（明治37年）1月25日 - 1908年（明治41年）7月6日
- 井上友一：1908年（明治41年）7月6日 - 1915年（大正4年）7月2日
- 斯波淳六郎：1915年（大正4年）7月2日 - 10月4日
- 塚本清治：1915年（大正4年）10月4日 - 1921年（大正10年）4月21日
- （心得）山田準次郎：1921年（大正10年）4月21日 - 8月29日
- 山田準次郎：1921年（大正10年）8月29日 - 1923年（大正12年）10月25日
- 大海原重義：1923年（大正12年）10月25日 - 1924年（大正13年）5月23日
- 佐上信一：1924年（大正13年）5月23日 - 1925年（大正14年）9月16日
- 松本学：1925年（大正14年）9月16日 - 1926年（大正15年）9月28日
- 赤木朝治：1926年（大正15年）9月28日 - 1927年（昭和2年）5月7日
- 大海原重義：1927年（昭和2年）5月7日 - 7月19日
- 吉田茂：1927年（昭和2年）7月19日 - 1929年（昭和4年）7月23日
- 池田清：1929年（昭和4年）7月23日 - 1931年（昭和6年）6月27日
- 石田馨：1931年（昭和6年）6月27日 - 1935年（昭和10年）1月15日
- 館哲二：1935年（昭和10年）1月15日 - 1937年（昭和12年）2月10日
- 児玉九一：1937年（昭和12年）2月10日 - 1939年（昭和14年）4月17日
- 中野与吉郎：1939年（昭和14年）4月17日 - 1940年（昭和15年）4月9日
- 飯沼一省：1940年（昭和15年）4月9日 - 11月9日